# جیپ لیبرتی
جیپ لیبرتی (به انگلیسی: Jeep Liberty) خودرویی است که از سال ۲۰۰۱ تا کنون در تولیدو، اوهایو، ایالات متحده آمریکا، قاهره، مصر و ونزوئلا تولید شده‌است.
این خودرو در کلاس کامپکت اس‌یووی قرار گرفته، طراحی آن موتور جلو، توزیع نیروی پیشران، چهار چرخ محرک بوده‌است.